# Marsabit
Marsabit és una ciutat de Kenya, a la província de l'est i té una reserva i un parc nacional. Està al nord del desert de Chalbi, en una àrea forestal que és coneguda pels seus volcans i llacs.